# 瀋陽発動機設計研究所
瀋陽発動機設計研究所 (簡体字:沈阳发动机设计研究所; または 606 研究所)は中華人民共和国の航空機エンジンの設計研究所で軍用航空機のエンジンを瀋陽飛機工業集団に供給する。

## 製品
- ターボファン WS-10, Taihang
- ターボジェット WP-14, Kunlun